# Ralph Gore (2e baronnet)
Ralph Gore, 2e baronnet (décédé en 1661) est un homme politique anglo-irlandais, soldat et baronnet.

## Biographie
Il est le fils aîné de Paul Gore (1er baronnet) et Isabella Wycliffe, fille de Francis Wycliffe. Il succède à son père comme baronnet en 1629. Il est député dans la chambre des communes irlandaise pour Donegal county de 1639 jusqu'à 1648. Lors de la rébellion irlandaise de 1641, il est nommé colonel de 500 hommes par le roi Charles Ier d'Angleterre pour mettre fin aux émeutes.
Le 23 avril 1639, il épouse Anne Caulfeild, deuxième fille du 2e baron Caulfeild de Charlemont. Il est remplacé comme baronnet par son fils unique William Gore (3e baronnet) .